# Robinsonia valerana
Robinsonia valerana là một loài bướm đêm thuộc phân họ Arctiinae, họ Erebidae.